# Félix Gray
Pour les articles homonymes, voir Gray et Boutboul.
Félix Gray, né Félix Boutboul le 28 juin 1958 à Tunis en Tunisie, est un auteur-compositeur-interprète français.

## Biographie
Né le 28 juin 1958 à Tunis dans une famille juive, Félix Gray se fait connaître en 1988 avec la chanson La Gitane qui atteint la troisième place du Top 50. Au début des années 1990, il rencontre également un grand succès avec les chansons qu'il interprète en duo avec Didier Barbelivien de 1990 à  1992 : À toutes les filles... et Il faut laisser le temps au temps se classent numéro 1 au Top 50,. Les titres suivants, E vado via et Nos amours cassées, obtiennent aussi de très bons scores.
Félix Gray a écrit plusieurs chansons : Les Envies d'amour pour Adeline Blondieau, en 1991, Should I Leave pour David Charvet, en 1997, ou encore pour Patrick Bruel en 1999 avec la chanson Au Café des délices, et Pas eu le temps en 2018.
Il est l'auteur de la comédie musicale Don Juan en 2004, qui a connu le succès au Canada et qui a été jouée en France en 2005 mais aussi dans d'autres pays comme la Corée du Sud. Il a également créé une comédie musicale sur Shéhérazade : Les Mille et une Nuits en 2009, présentée en décembre 2011 en France.
Il a donné un concert à l'Olympia le 7 mars 2012.
Patrick Bruel a repris sa chanson Lequel de nous. En 2022, il écrit deux titres pour le onzième album de Patrick Bruel Encore une fois : Ce monde-là et À la santé des gens que j'aime.
Il est le père de trois enfants. Il a des liens familiaux éloignés avec Darie Boutboul.

## Discographie

### Singles
- 1987 : Histoire d'amour raté
- 1987 : La Gitane (ma tête tourne...)
- 1988 : Fille des nuits
- 1989 : Te revoir à Madrid
- 1990 : À toutes les filles... (en duo avec Didier Barbelivien)
- 1990 : Il faut laisser le temps au temps (en duo avec Didier Barbelivien)
- 1991 : E vado via (en duo avec Didier Barbelivien)
- 1991 : Nos amours cassées (en duo avec Didier Barbelivien)
- 1992 : Mourir pour elle
- 1993 : Un autre amour
- 1994 : Bahia
- 1996 : Pour un amour (le prix pour ça)
- 2001 : Dieu me pardonne
- 2002 : Lequel de nous
- 2011 : Rouge[6],[7],[8]

### Albums
- 1991 : Les Amours cassées (en duo avec Didier Barbelivien)
- 1992 : Face cachée
- 1996 : 14 succès (compilation)
- 2001 : Félix Gray[6],[7],[8]